# La Huerta, San Luis de la Paz
La Huerta är en ort i Mexiko.   Den ligger i kommunen San Luis de la Paz och delstaten Guanajuato, i den centrala delen av landet, 240 km nordväst om huvudstaden Mexico City. La Huerta ligger 2 011 meter över havet och antalet invånare är 281.
Terrängen runt La Huerta är huvudsakligen platt, men norrut är den kuperad. Runt La Huerta är det ganska tätbefolkat, med 124 invånare per kvadratkilometer. Närmaste större samhälle är Derramadero Segundo, 3,7 km öster om La Huerta. Trakten runt La Huerta består till största delen av jordbruksmark.